# Fara Filiorum Petri
Fara Filiorum Petri är en ort och kommun i provinsen Chieti i regionen Abruzzo i Italien. Kommunen hade 1 979 invånare (2018).